# Pierre Vaiana
Pierre Vaiana (Waterschei, 14 oktober 1955) is een Belgisch jazzsaxofonist. Hij speelt voornamelijk sopraan- en tenorsaxofoon.
Vaiana studeerde vanaf 1976 jazz aan het Luikse Conservatorium bij bekende docenten als Jacques Pelzer en Steve Houben. Hij volgde ook jazzklassen bij Steve Lacy en Karl Berger, en improvisatieklas bij Garrett List. In 1981 werd Pierre Vaiana lid van de Félix Simtaines Act Big Band. 
Vaiana speelde bij talrijke groepen, zoals Diva Smiles, Pirly Zurstrassen Quintet en het Richard Rousselet Quintet. In 1988 nam hij met het Trio Bravo het album Eldorado op voor het platenlabel Igloo Records, waarvoor hij nog drie cd’s zou opnemen.
In 1992 richtte hij het trio L'Âme des Poètes op met Jean-Louis Rassinfosse en Pierre Van Dormael, die later vervangen werd door Fabien Degryse. 
Vaiana won de Django d'Or voor Gevestigd Musicus in 2009.
In de jaren 1990 woonde hij enkele jaren in Burkina Faso, waar hij in verschillende groepen speelde. Dit leidde tot het album Foofango. Vaiana gaf ook les aan de Muziekacademie van Amay en de Antwerpse Jazz Studio, en richtte tal van workshops in aan de Académie Internationale de Wallonie in Libramont. 
- Bibliothèque nationale de France: cb13959284r (data)
- Gemeinsame Normdatei: 135506352
- International Standard Name Identifier: 0000 0000 5517 6063
- MusicBrainz: 27f6fb02-2550-47b6-a82f-3786571bca10
- Virtual International Authority File: 42032201
- WorldCat: E39PBJbGQmWc9k7YvbMYrjC4v3